# 江越誠
江越 誠（えごし まこと、1969年4月5日 - ）は、日本の実業家、岡三証券代表取締役社長、千葉県出身。

## 経歴
経歴は以下の通りである。
- 1993年3月 - 早稲田大学教育学部卒業
- 1993年4月 - 岡三証券（現 岡三証券グループ）入社
- 2011年6月 - 岡三証券 広島支店 営業戦略部長
- 2014年4月 - 岡三証券グループ グループ企業統括部長
- 2016年4月 - 岡三証券 理事（企画部門副担当）、岡三証券グループ執行役員（グループ企画部・グループシステム企画部副担当）
- 2017年3月 - 岡三オンライン証 取締役会長兼務
- 2017年6月 - 岡三証券グループ 取締役、岡三情報システム㈱ 代表取締役社長兼務
- 2020年4月 - 岡三証券代表取締役社長

※岡三証券は2003年10月1日に持株会社体制に移行しており、それ以前の社内歴については旧岡三証券（現岡三証券グループ）の略歴を記載。